# Romitan
Romitan (usbekisch Romitan (Romitan)) ist eine Stadt (seit 1981), Verwaltungszentrum des gleichnamigen Bezirks Romitan der Viloyat Buxoro in Usbekistan.
Die Stadt liegt 17 km nordöstlich von Buxoro. Im Jahr 1991 betrug die Bevölkerung von Romitan 10.500 Einwohner.

## Geschichte
Archäologische Beweise deuten darauf hin, dass die Siedlung auf dem Gebiet des modernen Romitan schon vor der arabischen Invasion gegründet wurde.
Romitan wird seit dem 10. Jahrhundert in historischen Quellen erwähnt. Es war Teil des Staates der Samaniden und wird auch als Ramtim bezeichnet.
Ramtin hatte eine große Festung; es war ein befestigtes Dorf. Es ist älter als Buchara und wird in einigen Büchern sogar unter dem Namen Buchara erwähnt.
In Ramtin gab es seit alten Zeiten die Residenz der Könige, und als die Stadt Buxoro gegründet wurde, begannen die Könige nur den Winter in diesem Dorf zu verbringen. In der muslimischen Zeit ging das Gleiche weiter.
Abū Muslim erreichte diesen Ort und lebte in Ramtin, und dieses Dorf wurde von Afrasiab gegründet, der sich bei seinem Besuch in Buchara immer nur in Ramtin aufhielt.
Die persischen Bücher sagen, dass Afrasiab 2000 Jahre gelebt hat und ein Zauberer war. Er gehörte zu den Nachkommen von König Nuh. Afrasiab tötete seinen Schwiegersohn Siyawasch, und Siyavusha hatte einen Sohn von Kay-Khosrow.
Um den Mord an seinem Vater zu rächen, kam Kay-Khosrow mit einer großen Armee in dieses Gebiet. Afrasiab beeilte sich, das Dorf zu stärken.
Ramtin überlebte zwei Jahre lang die Belagerung des Dorfes durch die Truppen von Kei Khosrow. Gegen Ramtin baute Kai Chosrau auch ein Dorf auf und nannte es Ramush.
Dieser Name wurde diesem Dorf für die Schönheit seiner Lage gegeben. Das Dorf ist auch heute noch bewohnt. Im Dorf Ramush baute Kei-Khosrow einen Tempel für Feuerwerker; Die Magier sagen, dass dieser Tempel älter ist als die Tempel von Buchara.
Kai Chosrau hat nach zweijähriger Belagerung die Stadt Afrasiaba erobert und sie selbst getötet ... Muhammad, der Sohn von Jafar, sagt, dass seit dieser Zeit 3000 Jahre vergangen sind.

## Bildung und Kultur
Die Stadt hat eine pädagogische Fachhochschule und ein Romitanisches Heimatmuseum.
Der Fußballclub „Romitan“ stieg 2007 in der Ersten Liga der Meisterschaft Usbekistans auf und zog sich nach dem Ende der 1. Runde aus dem Wettbewerb zurück.

## Berühmte Einwohner
- Hoja Ali Ramitani (1195–1281) ist einer der berühmtesten spirituellen Mentoren des Sufismus—Tarikats «Hadschagan», der im Volk «Azizon» («Ehrwürdiger Scheich») genannt wird.
- Irnapas Xodjaev (1916–1944) – Teilnehmer des Zweiten Weltkriegs, Held der Sowjetunion